# ウボ＝サスラ
ウボ＝サスラ（ウボ＝サトゥラ、Ubbo-Sathla）は、『ウィアード・テイルズ』誌1933年7月号に掲載されたクラーク・アシュトン・スミスの小説、および作中に登場する架空の生物・神性である。
作品と神について解説する。

## 作品
クラーク・アシュトン・スミスによるクトゥルフ神話作品。後述のウボ＝サスラを題材としたコズミック・ホラー、幻想怪奇小説である。
スミス神話は、現実離れした架空世界を舞台とするものがほとんどなのだが、本作品には現実の1933年（執筆時の現代）からの視点があり、さらに異界の人物の視点と重なることで、幻想的な描写となっている。特にスミス神話の地球史＝ハイパーボリアよりも古い時代の光景が見られるのは稀有。疑似的なタイムトラベルを描写する。
さらに「ネクロノミコン」への言及、特に「エイボンの書」との対照があり、スミスの側からラヴクラフト世界観へのアクセスが図られている。本作品は文献「エイボンの書」が初登場した作品であり、過去作『魔道士エイボン』（別タイトル：土星への扉）に登場した魔道士エイボンの知識は本文献となり以後のクトゥルフ神話作品に大きな影響を与える。
ナイトランド叢書版の解説にて、安田均は「クトゥルフ神話との関連でも必読だが、ハミルトン『反対進化』を思わせるよくできた作品」と解説している。

### あらすじ
冒頭にて、「エイボンの書」からの引用という形式で、ウボ＝サスラについて言及される。また作中でも、トリガーディスが所持する中世フランス語版の内容について触れられる。
1933年、ロンドンの骨董店にて、オカルト研究家のポール・トリガーディスは、奇妙な水晶に霊感を覚え、購入する。さらにトリガーディスは、その水晶こそ「エイボンの書」に記された<ゾン・メザマレックの水晶>だということを確信する。
水晶を見つめたトリガーディスの意識は、古代の魔術師ゾン＝メザマレックにリンクする。ゾン＝メザマレックは、ウボ＝サスラが所持するという神々の智慧が刻まれた銘板を、水晶を通して盗み見たいと考えていた。トリガーディス＝メザマレックは、はるか前世をどこまでも遡り、ハイパーボリアよりも古い時代の地球史を逆にたどる。
そしてついに彼は、原初の地球へとたどり着く。創成の混沌のさなか、無定形の塊であるウボ＝サスラが、あらゆる生命の原型である単細胞生物を産み出していた。ポール・トリガーディスであり、ゾン＝メザマレックであった人物は、悲願たる銘板を目前とするも、時間の旅の果てにウボ＝サスラの子である無定形の原初の生物に同化し、知性も自我も失い、悲願を忘れ果てる。
ゾン＝メザマレックの消失は、「エイボンの書」に記録される。ポール・トリガーディスの失踪は、ロンドンの幾つかの新聞に掲載された。水晶の行方は誰も知らない。

### 主な登場人物・用語
ポール・トリガーディス
人類学と隠秘学の素人研究家。不思議な水晶を入手し、己の遠い前世がゾン＝メザマレックであることを悟る。
骨董店の店主
ロンドンに店を構える、小柄なユダヤ人。トリガーディスに水晶の由来を語る。
ゾン＝メザマレック
ハイパーボリア大陸、ムー・トゥーラン半島の賢者。水晶を介して、ウボ＝サスラの持つ銘板を見ようとする。
ウボ＝サスラ
太古の生命体。神神の智慧が刻まれた銘板を抱えている。詳細は後述。
「エイボンの書」
ハイパーボリアのムー・トゥーランで執筆された文献。翻訳を重ねているため多くの版が存在する。ネクロノミコンと照らし合わせると、補い合う記述が多い。トリガーディスが所持する中世フランス語版には、ゾン＝メザマレックの水晶についての記述があった。
「ゾン＝メザマレックの水晶」
小さなオレンジ程度のサイズで、眼球を連想させる、乳白色の水晶。覗き込んだ者は、意識が朦朧とし、己の前世を代々と遡って幻視する。

### 関連作品
アボルミスのスフィンクス
ローレンス・J・コーンフォードのクトゥルフ神話作品。実書籍『エイボンの書』に収録され、「エイボンの書」の一部という体裁の作品。もともとはスミスが題名だけ考えていたもので、後続作者達が作品化した。
ゾン・メザマレックが登場し、水晶に「ウボ＝サスラの目」という名称がつけられている。

### 収録
- 『クトゥルー4』青心社、若林玲子訳「ウボ＝サスラ」
- 『魔術師の帝国』創土社、広田耕三訳「ウボ＝サトゥラ」
- 『ヒュペルボレオス極北神怪譚』創元推理文庫、大瀧啓裕訳「ウッボ＝サトゥラ」
- 『魔術師の帝国2 ハイパーボリア篇』ナイトランド叢書、広田耕三訳「ウボ＝サスラ」

## 神
ウボ＝サスラ（Ubbo-Sathla ウボ＝サスラ または ウボ＝サトゥラ）は、クトゥルフ神話作品に登場する架空の神格。旧支配者、外なる神、または異なる存在。
創造者はクラーク・アシュトン・スミスで、初出作品は『ウボ＝サスラ』。

### 概要
地球最古の旧支配者（諸説あり）。地球上の全ての生物の源と言われる。ウボ＝サスラの異名である「自存する源」とは、他から産まれた生命体ではないという意味である。地球にいる旧支配者は二種類に大別されて、地球外から飛来した者たちと、地球でウボ＝サスラから生まれた者たちがいる。ウボ＝サスラは旧神に刃向かったものたちの親と言われている。
無定形の姿をしており、分裂によって新たな生物を産み続けている。「エイボンの書」に「頭手足なき塊」と記され、「地球上の全生命が、大いなる時の輪廻の果てに、ウボ＝サスラのもとに帰する」と予言されている。ウボ＝サスラの周囲の泥沼には、銘板が何枚もある。この銘板には古代の神々の知識が刻まれている。
ウボ＝サスラは地球上の全ての生物の源で、クトゥルフやツァトゥグァが他の星より到来する以前から地球に存在し、生命が死に絶えた後も地球に留まるとされている。
リン・カーターによれば、ウボ＝サスラはアザトースと同格の存在。共に旧神たちに創造され、共に叛乱を起こしたとされる。後期カーター設定では文献に由緒があるとされる。またウボ＝サスラが持つ神神の智慧が記された石板について、カーターは旧神が管理するセラエノ大図書館から盗んだものと設定しており、この蛮行は旧神の怒りを招き、旧支配者と旧神の争いの発端となった。

### 神としての位置づけ
東雅夫は「ウボ＝サスラは、詩人スミスの粘着質の夢想が生みだした特異な神性であり、神話大系への位置づけは意外に厄介である」と解説している。
- 第一に、もともとスミスがオリジナル神話の存在として創造したため、ウボ＝サスラは「ラヴクラフトの旧支配者」とは別物であった。
- 第二に、フランシス・レイニーは辞典によるクトゥルフ神話の体系化を試みたが、「旧支配者＝旧神に追放されて地球にやって来たものども」としたために、その前から地球にいたウボ＝サスラとアブホースは、旧支配者ではない存在ということになった。[5]
- 第三に、ダーレスはウボ＝サスラを旧支配者たちの親とした[6]。しかし旧支配者には外宇宙から地球に到来したものどもがいるために、旧支配者には2タイプ（外宇宙から来たもの/地球生まれのもの）がいることになった。
- 第四に、初期カーターが再設定しているのだが、かなり曖昧である。地球外から飛来したツァトゥグァ、ヨグ＝ソトース、クトゥルフを除く旧支配者たちが、ウボ＝サスラから産まれたとされる。[7]
- 第五に、後期カーターが『陳列室の恐怖』で、ウボ＝サスラをアザトースの双子とし、さらにウボ＝サスラが地球で産み出した旧支配者たちを具体的に挙げる。アブホース、アトラク＝ナクアなどが、ウボ＝サスラの落とし子である。また、ウボ＝サスラに知性がない理由を、旧神に罰を受けたためとしたが、『深淵への降下』という作品中では最初から知性がなかったともする2つの矛盾した説明さえされており、曖昧である。
- ケイオシアム社のTRPG関連の資料では、ウボ＝サスラは外なる神にカテゴリされている。

### 他の神々との関係
アザトース
後期カーター設定ではウボ＝サスラと双子。共に旧神の下僕として造られた。
アブホース
共通点の多い邪神。後期カーター設定ではウボ＝サスラの子。初期カーター設定では、ウボ＝サスラとアブホースが、「地球生まれの旧支配者たち」の親。後述。
アトラク＝ナクア、ズルチェクォン（ズシャコン）、ニョグタ、イグ、バイアティス、暗きハン
後期カーター設定で、両性具有のウボ＝サスラが産んだとされる神々。
ショゴス
後期カーター設定で、ウボ＝サスラの細胞を改造してショゴスが造られたとされる。最古のショゴス「クトゥッグオル」はウボ＝サスラに仕える。
Cgfthgnm'o'th
低級の邪神。ウボ＝サスラの仔。『地を穿つ魔』に登場する。

### 登場作品
- クラーク・アシュトン・スミス：ウボ＝サスラ（1934）
- フランシス・レイニー：クトゥルー神話小辞典（1943）
- リン・カーター：クトゥルー神話の神神（1956）、陳列室の恐怖（1976）、深淵への降下（1981）、暗黒の知識のパピルス（没後1988）、カーター版ネクロノミコン（没後1996）
- 佐野史郎：曇天の穴（1994）
- 風見潤：クトゥルー・オペラ（1980-1982）

## アブホース
アブホース（英:Abhoth、邦訳はアブホートとも）は、クトゥルフ神話に登場する架空の生命体・神。異名は「宇宙の不浄すべての母にして父」。
創造者はクラーク・アシュトン・スミス、初出作品は『七つの呪い』。ハイパーボリアの神である。
超古代ハイパーボリア大陸にあるヴーアミタドレス山の地底の最深部に棲んでいた。地底の空洞にわだかまる巨大な灰色の水溜まりのような姿をしており、絶えず分裂体たる落とし子を産み出しては即、触手で捕まえて貪り食っている。知性を持っており、食えるかどうかわからない相手にはテレパシーで立ち去るように警告してくる。
神としての位置づけは先述の通り。レイニーのころまでは、アブホースは旧支配者とは別枠で区別されていた。

### ウボ＝サスラとの関係
アブホースとウボ＝サスラはキャラがかぶっている。そのため同一視・混同されることがある。
創造者スミスの作品の限りにおいて、ウボ＝サスラとアブホースを同一視する説明はない。最大の差異として、ウボ＝サスラには知性がなく、アブホースには知性がある。両神ともにそれぞれ1作にしか登場しておらず情報がない。
『七つの呪い』のアブホースを「ウボ＝サスラが別の名前と描写で登場している」と解釈したリン・カーターは、正統派ウボ＝サスラ版としての『深淵への降下』を執筆した。またウボ＝サスラの子としてアブホースを位置付け、地球生まれの邪神たちはウボ＝サスラとアブホースの子孫とした。カーター設定でも、同一視説と別物説があり一貫しない。
カーターの同一視説を補強するようにリチャード・L・ティアニーの詩篇『応えざる神々』ではウボ＝サスラの人類からの異称を不浄のアブホースとするという説明がある。